# Freie Rolle
Als freie Rolle, auch freie, ungebremste Rolle oder (engl. und als Produktbezeichnung) Rollertrack bezeichnet man ein Trainingsmittel im Radsport zur Simulation des Radfahrens, ohne sich dabei von der Stelle bewegen zu müssen. Ausdrücke wie Trainingsrolle und Rollentrainer, die früher Synonyme für die freie Rolle waren, werden hingegen heute als Sammelbegriff für verschiedene Geräte, insbesondere auch solche mit einer Arretierung des Fahrrades, verwendet. 

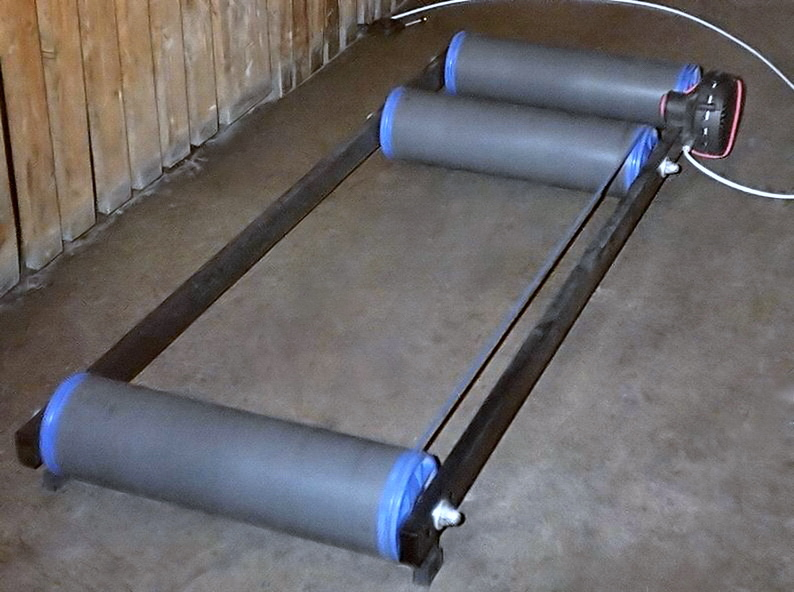
Freie Rolle in einfachster Ausführung – rechts oben sichtbar die „deaktivierte“ Bremsvorrichtung (roter Treibriemen)

Die freie Rolle besteht aus drei Metall- oder Kunststoffrollen von etwa 50 cm Breite, die in ein Metallgestell derart frei drehbar eingebaut sind, dass ein darauf gestelltes Rennrad mit dem Hinterrad sicher zwischen den beiden hinteren Rollen und mit dem Vorderrad kurz hinter der vorderen Rolle Platz findet (vgl. Abbildungen). Im Gegensatz zur heute üblichen Trainingsrolle wird das Fahrrad nicht befestigt, sondern nur aufgestellt und behält ein dynamisches Gleichgewicht aufgrund der Kreiselkräfte der sich drehenden Laufräder und der Lenkbewegungen des Fahrers.

## Arten von Trainingsrollen und Fahrradergometern
Die freie Rolle ist nur eine Art von Sportgeräten, mit denen das Fahrradfahren simuliert wird. Folgende Geräte sind gebräuchlich:
- Fitness-Ergometer mit und ohne Schwungmasse und mit unterschiedlichen Bremsvorrichtungen
- Ergometer für wissenschaftlich begründete Tests mit und ohne Schwungmasse und mit unterschiedlichen Bremsvorrichtungen
- Spinning-Bikes mit Schwungmasse und Bremsvorrichtung
- die freie Rolle mit und ohne Bremsvorrichtung und ohne nennenswerte Schwungmasse
- Trainingsrollen mit Befestigungsmöglichkeit für das Fahrrad mit unterschiedlichen Bremsvorrichtungen.

## Technische Besonderheiten der freien Rolle
Der Fahrer mitsamt dem Fahrrad wird auf der freien Rolle aufgrund der Kreiselkräfte aufrecht gehalten. Dies erfordert eine Mindestgeschwindigkeit von etwa 20 km/h bzw. ca. 160 Laufrad-Umdrehungen pro Minute. Um die erforderlichen Kreiselkräfte aufzubringen und das Fahrrad steuerbar zu machen, wird die Drehung durch einen Treibriemen von der vorderen der beiden hinteren Rollen auf die vordere Rolle übertragen. Die vordere Rolle versetzt so das Vorderrad in Drehung, so dass dieses seine stabilisierenden Kreiselkräfte entfaltet. Füße am Rahmen der Rolle bewirken dabei einen sicheren Stand und verhindern eine unbeabsichtigte Bremsung der Rollen durch Schleifen am Boden.
Bremsvorrichtungen an einer freien Rolle sind eher unüblich, aber lieferbar. Durch Bremsvorrichtungen wird das Fahren auf der freien Rolle möglicherweise so stark verlangsamt, dass die o. g. kritische Mindestgeschwindigkeit unterschritten wird.

## Geschicklichkeit des Fahrers
Da die dynamischen Stabilisationskräfte, die bei der freien Rolle auftreten, im Gegensatz zur Fahrt auf Straße und Bahn anders ausfallen, erfordert das Steuern auf der freien Rolle eine gewisse Gewöhnung. Insgesamt ist der Fahrer mit dem Rad in einem instabileren Zustand, das Rad reagiert nervöser auf Lenkbewegungen.

## Funktionen der freien Rolle im Training
Wegen der höheren aufzubringenden Geschicklichkeit wird die freie Rolle zunächst als Mittel zur Unterstützung der Fahrtechnik gebraucht. Dabei wird gerne mit hohen Trittfrequenzen gearbeitet. Gleichzeitig dient daher die freie Rolle auch der Schulung des runden Tritts. Allerdings muss die überragende Bedeutung, die die freie Rolle vor allem als Trainingsmittel im Bahnradsport noch bis in die 80er Jahre hatte, relativiert werden.  Zum einen haben auch niedrige Trittfrequenzen mit hohem Krafteinsatz ihre positiven Wirkungen auf den „runden Tritt“, zum anderen ist die wichtigste Eigenschaft sowohl freier Rollen wie auch solcher mit Befestigungsmöglichkeit für das Fahrrad die fehlende in Bewegung befindliche, träge Masse (Systemgewicht von Fahrrad und Fahrer bzw. Schwungmasse wie beim Spinning-Bike). 

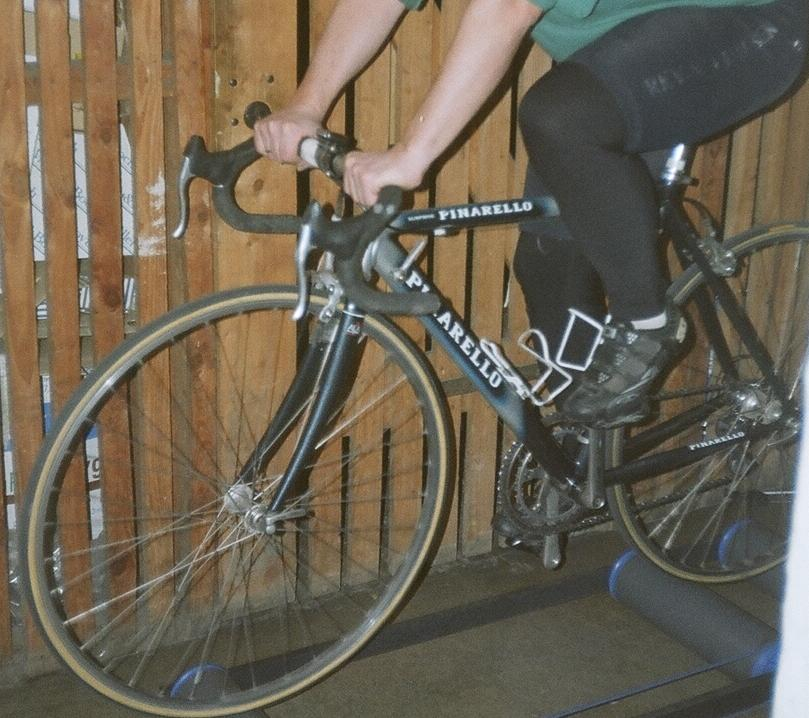
Trittfrequenzorientiertes Training auf der freien Rolle

Durch das Entfallen der Schwungmasse wird dem Fahrer bei der freien Rolle nicht über die Unregelmäßigkeiten in der Kraftentfaltung „hinweggeholfen“ – er muss sie selbst durch verbesserte Muskelkoordination beseitigen.
Die freie Rolle trägt vor allem zur Entwicklung des runden Tritts bei, wenn – wie im Bahnradsport üblich – mit starrem Gang darauf gefahren wird. Durch den fehlenden Freilauf reagiert das Rad nämlich bei unregelmäßigem Tritt mit einem aufschwingenden Vor- und Rückpendeln, was schon bei mittleren Trittfrequenzen destabilisierend wirkt und den Fahrer zur besseren Trettechnik anhält.
Eine weitere Funktion der freien Rolle ist im Bahnradsport dadurch gegeben, dass die Fahrer sich nicht auf der Bahn warmfahren können (dort laufen meist andere Wettbewerbe). Aber auch zu diesem Zweck wird die freie Rolle allmählich durch Rollen mit Befestigung und Bremsvorrichtung ersetzt.

## Vor- und Nachteile der freien Rolle
Nachteil der freien Rolle wie auch fast aller Typen mit Rad-Befestigung ist die fehlende Schwungmasse. Während dies aus trainingsmethodischen Gründen (vgl. oben) sogar ein Vorteil sein kann, wird es vom Fahrer eher als fehlende Realitätsnähe empfunden. Des Weiteren ist bei der freien Rolle ein Fahren im Stehen fast unmöglich.
Die freie Rolle hat ihre Vorteile eindeutig in halbwegs realitätsnaher Simulation des hochfrequenten Tretens auf der Bahn, weshalb sie auch dort am wenigsten von der Rolle mit Befestigung verdrängt wurde. Beim Trainieren der maximalen Trittfrequenz unter Einhaltung der Fahrlinie ist sie auch heute noch für die Bahnsprinter fast unverzichtbar. Bahnsprinter sollten auf diesem Gerät Trittfrequenzen zwischen 220 und 250/min erreichen (zum Vergleich: Straßenfahrer erreichen gewöhnlich Maximalfrequenzen von 170 bis 200/min).